# Grigori Volúyev
Grigori Leóntievich Valúyev, también pronunciado Volúyev (del ruso: Григорий Леонтьевич Валуев) (? – después de 1623), fue un voivoda ruso, el mayor de los dos hijos de Leonti Valúyev, recordado por su participación en la guerra polaco-rusa (1605-1618) y por haber matado de un disparo en mayo de 1608  al zar Dimitri I el Impostor cuando huía tras saltar por una ventana después de que los conspiradores hubieran tomado por asalto el Kremlin de Moscú.

## Biografía
Grigori Valúyev (juntamente con Iván Voyéikov) se hizo famoso en mayo de 1606 al disparar el tiro que daría muerte a Dimitri I (aunque de acuerdo a otras versiones fue un mercader moscovita llamado Mýlnik o Mýlnikov). Así, la participación de Volúyev en el asesinato del impostor le hizo más cercano a la corte de Basilio IV de Rusia. Grigori fue a menudo usado como voivoda/mensajero entre el zar y su primo Mijaíl Skopín-Shuiski durante la campaña de este último a Nóvgorod en 1609. A las órdenes de Skopín-Shuiski, Volúyev (con Semión Golovín, el príncipe Yákov Bariátinski y David Zherebstov) impidió a las tropas lituanas el cruzar el río Zhabyn. El 1 de septiembre de 1609 Volúyev, Golovín y el comandante sueco, el mariscal Krister Somme, ocuparon Pereslavl-Zaleski, obligando al ejército polaco-lituano a abandonar Aleksándrovskaya Slobodá. 
El 9 de enero de 1610, Mijaíl Skopín-Shuiski envió a Volúyev con 500 soldados a ayudar a levantar el Sitio del Monasterio de la Trinidad y de San Sergio, a cargo de los comandantes polacos Jan Piotr Sapieha y Aleksander Lisowski. Tras la repentina muerte de Skopín-Shuiski en abril de 1610, Volúyev fue puesto bajo el mando de Dmitri Shuiski, que lo envió a defender las fronteras occidentales contra el hetman Stanisław Żółkiewski. El 11 de mayo de 1610, Volúyev, juntamente con los comandantes suecos Jacob De la Gardie y Evert Horn expulsaron al ejército polaco del Monasterio de José de Volokolamsk y rescataron al Patriarca Filareto de las manos de Roman Ruzhinski, comandante de las tropas de Dimitri II en Túshino. Tras este combate, Volúyev y el príncipe Fiódor Yeletski fueron puestos al mando de una unidad estacionada en el pueblo de Tsariovo-Záimishche, siendo responsables de dar cobertura al ejército de Dmitri Shuiski situado cerca de Mozhaisk. Stanisław Żółkiewski asedió Tsariovo-Záimishche, llevando al resto del ejército hacia Mozhaisk, derrotando a los rusos en la Batalla de Klushino. el hetman entonces volvió a Tsariovo-Záimishche y les dio la opción de rendirse a los sitiados. 
Grigori Valúyev y Fiódor Yeletski decidieron capitular y jurar fidelidad a Vladislao IV Vasa en las condiciones especificadas anteriormente por el voivoda y estadista ruso Mijaíl Glébovich Saltykov en sus negociaciones con el rey Segismundo III Vasa (las condiciones eran las que siguen: liberación de todos los prisioneros rusos; en caso de que Ladislao obtuviera el control sobre Smolensk, Segismundo abandonaría la ciudad sin causar ninguna destrucción ni violencia; y que no habría catolicismo en Rusia). Volúyev, Yeletski y sus hombres se unieron al ejército polaco y se dirigieron a Moscú, pidiendo a los moscovitas en un mensaje escrito que juraran fidelidad al nuevo zar de Rusia Ladislao. Como los siguientes acontecimientos demostrarían, los polacos no tenían intenciones de cumplir estas condiciones.
Después de la entronización de Mijaíl Románov en verano de 1613, Volúyev se mostró como su celoso sirviente. En 1614, se le ordenó permanecer en Moscú para defender la ciudad contra un posible ataque de la Horda de Nogai. En 1615, Volúyev sirvió como voivoda en Vólogda, regresando a Moscú el mismo año. En 1617, él y un boyardo llamado Borís Lýkov-Obolenski fueron enviados a Mozhaisk a defender la ciudad del ejército de Ladislao. En 1619-1620, ejerció el cargo de voivoda en Yeléts. En 1621, Volúyev fue enviado como segundo voivoda a Viazma para ayudar al príncipe Alekséi Sitski. En 1623, fue enviado a Astracán con el príncipe Iván Fiódorovich Jovanski. Grigori Volúyev se casó con Uliana Stepánovna, de la que tuvo un único hijo llamado Iván.